# Parabezzia inermis
Parabezzia inermis är en tvåvingeart som först beskrevs av Daniel William Coquillett 1902.  Parabezzia inermis ingår i släktet Parabezzia och familjen svidknott. Inga underarter finns listade i Catalogue of Life.